# A-26 (Spanje)
De A-26 of Autovía del Eje Pirenaico (Catalaans: Autovia del Eix Pirenenc) is een langetermijnproject van de Spaanse overheid om de N-260 op te waarderen tot autoviá. Deze weg staat ook bekend als de Eje Pirenaico (in het Spaans) or Eix Pirenenc (in het Catalaans).
Als de weg klaar is, verbindt hij Spanjes noordelijkste oost-west weg met de Franse grens (nabij Portbou) met Sabiñánigo (noord Aragón). De weg voert over de zuidelijke uitlopers van de oostelijke Pyreneeën en passeert enkele belangrijke steden zoals Figueres, Olot, Ripoll, Puigcerdà en La Seu d'Urgell.
Anno 2008 is het gedeelte tussen Besalú en Olot compleet, twee gemeenten van de comarca La Garrotxa (Catalonië, Spanje).